# Гаї-за-Рудівська сільська рада
Гаї́-за-Руді́вська сільська́ ра́да — адміністративно-територіальна одиниця та орган місцевого самоврядування у Зборівському районі Тернопільської області (до вересня 2016 року). Адміністративний центр — село Гаї-за-Рудою.

## Загальні відомості
Гаї-за-Рудівська сільська рада утворена в 1992 році.
- Територія ради: 2,03 км²
- Населення ради: 820 осіб (станом на 2001 рік)

## Населені пункти
Сільській раді були підпорядковані населені пункти:
- с. Гаї-за-Рудою

## Склад ради
Рада складалася з 14 депутатів та голови.
- Голова ради: Диконтий Богдан Михайлович
- Секретар ради: Христинюк Ігор Володимирович

### Керівний склад попередніх скликань
| Прізвище, ім'я, по батькові | Основні відомості                                                                     | Дата обрання | Дата звільнення |
| --------------------------- | ------------------------------------------------------------------------------------- | ------------ | --------------- |
| Хомин Богдан Михайлович     | Сільський голова, 1961 року народження, член Всеукраїнського об'єднання «Батьківщина» | 26.03.2006   | 31.10.2010      |
| Диконтий Богдан Михайлович  | Сільський голова, 1961 року народження, освіта вища, безпартійний                     | 31.10.2010   |                 |

Примітка: таблиця складена за даними сайту Верховної Ради України

### Депутати
За результатами місцевих виборів 2010 року депутатами ради стали:

#### За суб'єктами висування
| Суб'єкт висування | Кількість обраних депутатів | %   |
| ----------------- | --------------------------- | --- |
| Самовисування     | 14                          | 100 |

#### За округами
| № округу | Прізвище, ім'я, по батькові    | Дата визнання обраним | Освіта             | Партійна приналежність | Відомості про обраного депутата        |
| -------- | ------------------------------ | --------------------- | ------------------ | ---------------------- | -------------------------------------- |
| 1        | Паламар Василь Антонович       | 04.11.2010            | середня спеціальна | позапартійний          | Залозецький МНВК, вчитель              |
| 2        | Базан Ігор Володимирович       | 09.12.2012            | вища               | позапартійний          | ТзОВ «Розтоцьке», сервісний інженер    |
| 3        | Вівчарик Михайло Володимирович | 04.11.2010            | вища               | позапартійний          | тимчасово не працює                    |
| 4        | Романевич Богдан Іванович      | 04.11.2010            | вища               | позапартійний          | ДП «Залозецький спиртзавод», слюсар    |
| 5        | Бурава Тарас Богданович        | 04.11.2010            | незакінчена вища   | позапартійний          | ТДТУ ім. І.Пулюя, студент              |
| 6        | Назаревич Андрій Григорович    | 17.01.2011            | середня            | позапартійний          | студент                                |
| 7        | Волянюк Тарас Богданович       | 04.11.2010            | вища               | позапартійний          | Зборів РЕМ, майстер                    |
| 8        | Заяць Андрій Андрійович        | 04.11.2010            | середня            | позапартійний          | ТДТУ ім. І.Пулюя, студент              |
| 9        | Федчина Микола Михайлович      | 04.11.2010            | середня            | позапартійний          | тимчасово не працює                    |
| 10       | Яворський Ігор Петрович        | 04.11.2010            | середня спеціальна | позапартійний          | тимчасово не працює                    |
| 11       | Христинюк Ігор Володимирович   | 04.11.2010            | середня спеціальна | позапартійний          | ТзОВ «Розтоцьке», водій                |
| 12       | Букало Василь Володимирович    | 11.03.2013            | середня спеціальна | позапартійний          | тимчасово не працює                    |
| 13       | Хрущ Іван Володимирович        | 04.11.2010            | середня            | позапартійний          | Тернопільське ВПУ № 1, студент         |
| 14       | Гордійчук Галина Іванівна      | 04.11.2010            | вища               | позапартійна           | Залозецька номер на лікарня № 2, лікар |